# Trizina
Trizina (griechisch Τροιζήνα (f. sg.), auch Trizin) ist ein griechischer Gemeindebezirk, der nach der antiken Polis Troizen benannt ist. Er war bis 2010 eine eigenständige Gemeinde in dem Präfekturbezirk Piräus. Die Gemeinde wurde jedoch durch die Verwaltungsreform 2010 mit Methana zu der Gemeinde Trizinia, die 2014 in Trizinia-Methana umbenannt wurde, zusammengeschlossen.

## Gliederung
Trizina hieß ursprünglich Damalas (Δαμαλάς) und wurde unter diesem Namen 1912 als Landgemeinde (kinotita) anerkannt. 1929 erfolgte die Umbenennung in den antiken Namen Trizin (Τροιζήν). 1997 wurden fünf Gemeinden der Umgebung eingemeindet und Trizina zur Stadtgemeinde (dimos) erhoben. Sie bilden heute den Stadtbezirk Galatas und fünf Ortsgemeinschaften im Gemeindebezirk Trizina. Die Einwohnerzahlen stammen aus dem Ergebnis der Volkszählung 2011.
- Ortsgemeinschaft Ano Fanari (griechisch Άνω Φανάρι) – 289 Einwohner
  - Ano Fanari – 127 Einwohner
  - Agia Eleni (Αγία Ελένη) – 162 Einwohner
- Stadtbezirk Galatas (griechisch Γαλατάς), 2.484 Einwohner, Sitz der ehemaligen Gemeinde
  - Agia Sotira (Αγία Σωτήρα) – 296 Einwohner
  - Vlacheika (Βλαχαίικα) – 15 Einwohner
  - Galatas (Γαλατάς) – 2.170 Einwohner
  - Saronis (Σαρωνίς) – 3 Einwohner
- Dryopi (griechisch Δρυόπη), 1.040 Einwohner
  - Dryopi – 237 Einwohner
  - der Strandsiedlung Kalloni (Καλλονή) – 668 Einwohner
  - Evangelismos (Ευαγγελισμός) oder Skapeti (Σκαπέτι) – 95 Einwohner
  - Mylos (Μύλος) – 1 Einwohner
  - Neratzia (Νερατζιά) – unbewohnt
  - Nisida (Νησίδα) – 2 Einwohner
  - Chora (Χώρα) – 37 Einwohner
- Ortsgemeinschaft Karatzas (griechisch Καρατζάς), 299 Einwohner
  - Zervaika (Ζερβαίικα) – 16 Einwohner
  - Karatzas (Καρατζάς) – 283 Einwohner
- Ortsgemeinschaft Taktikoupolis (griechisch Τακτικούπολης), 421 Einwohner
  - Taktikoupolis, (früher Daras Δάρας) – 244 Einwohner
  - Metamorfosi (Μεταμόρφωση) – 74 Einwohner
  - Agios Konstantinos (Άγιος Κωνσταντίνος) – 58 Einwohner
  - Akti Agapis (Ακτή Αγάπης, ‚Küste der Liebe‘) – 2 Einwohner
  - Vydi (Βύδι) – 12 Einwohner
  - Psifta (Ψήφτα) – 31 Einwohner
- Ortsgemeinschaft Trizina (griechisch Τροιζήνα), 898 Einwohner
  - Trizina, alter Name: Damalas (Δαμαλάς) – 671 Einwohner
  - Agios Georgios (Άγιος Γεώργιος) – 227 Einwohner

## Lage
Geografisch liegt die Gemeinde auf der Peloponnes und gehört landschaftlich zur Argolis. Verwaltungsmäßig gehört sie jedoch zum Regionalbezirk Inseln der Region Attika. Dies trägt den wirtschaftlichen und Verkehrsverbindungen der am Meer gelegenen Gemeinde Rechnung.
Im Nordwesten grenzt die Gemeinde an Epidavros, im Norden an den Saronischen Golf und die Halbinsel Methana, im Osten an das Festlandsgebiet der Gemeinde Poros im Süden an die Gemeinde Ermionida.

## Verkehr
Straßenverbindungen bestehen in die Argolis und zum Isthmus von Korinth. Während diese Landwege die Gemeinde als recht abgelegen erscheinen lassen, stellt die Schiffsverbindung von Poros, das dem Gemeindesitz Galatas unmittelbar benachbart und von ihm nur durch einen 300 m breiten Kanal getrennt ist, eine regelmäßige und schnelle Verbindung nach Piräus dar.